# Menselijke geografie
Menselijke geografie of antropogeografie is de tak van de geografie die de ruimtelijke relaties bestudeert tussen menselijke gemeenschappen, culturen, economie en hun interacties met de omgeving. Voorbeelden hiervan die op scholen worden bestudeerd uit de tak van de stadsgeografie zijn stadsuitbreiding en stedelijke herontwikkeling. Het analyseert ruimtelijke onderlinge afhankelijkheden tussen sociale interacties en de omgeving door middel van kwalitatieve en kwantitatieve methoden. De menselijke geografie kent vele deeltakken, waarvan de voornaamste de sociale en economische geografie zijn. Wanneer de klemtoon ligt op maatschappelijke verschijnselen, wordt de discipline aangeduid als de sociale geografie, en bij een economische invalshoek de economische geografie.
Geografie werd pas in de 18e eeuw erkend als een formele academische discipline, hoewel veel geleerden zich al veel langer met aardrijkskunde bezighielden, zoals in de Griekse oudheid met Eratosthenes, Ptolemaeus en Strabo, en zoals in de Westerse beschaving door middel van cartografie.
De Royal Geographical Society werd in 1830 opgericht in Engeland. De eerste hoogleraar geografie in het Verenigd Koninkrijk werd benoemd in 1883, en de eerste grote geografische intellectueel die in het Verenigd Koninkrijk opkwam was Halford John Mackinder, benoemd tot hoogleraar geografie aan de London School of Economics in 1922.
De National Geographic Society werd in 1888 opgericht in de Verenigde Staten en begon met de publicatie van het tijdschrift National Geographic, dat een grote popularisator van geografische informatie werd en nog steeds is. De vereniging steunt al lange tijd geografisch onderzoek en onderwijs over geografische onderwerpen.
Een van de eerste voorbeelden van het gebruik van geografische methoden voor andere doeleinden dan het beschrijven en theoretiseren van de fysieke eigenschappen van de aarde is John Snow's kaart van de uitbraak van cholera in de wijk van de Londense Broad Street in 1854. Hoewel Snow in de eerste plaats een arts was en een pionier op het gebied van epidemiologie in plaats van een geograaf, is zijn kaart waarschijnlijk een van de vroegste voorbeelden van gezondheidsgeografie. Onderzoek kwam ook tot bloei in deeltakken als historische geografie of politieke geografie.
De nu tamelijk duidelijke verschillen tussen de subgebieden van fysische en menselijke geografie ontwikkelden zich later. Het verband tussen de fysische en menselijke eigenschappen van de geografie komt het duidelijkst naar voren in de theorie van het milieudeterminisme, die in de 19e eeuw populair werd gemaakt door Carl Ritter en anderen, en die nauwe banden heeft met de toenmalige evolutiebiologie. Milieudeterminisme is de theorie dat de fysieke, mentale en morele gewoonten van mensen rechtstreeks het gevolg zijn van de invloed van hun natuurlijke omgeving. Tegen het midden van de 19e eeuw lag het milieudeterminisme echter onder vuur omdat het de methodologische nauwkeurigheid miste die bij de moderne wetenschap hoort, en later als middel om racisme en imperialisme te rechtvaardigen.
Aandacht voor zowel menselijke als fysieke aspecten is zichtbaar in de latere 19e en eerste helft van de 20e eeuw, toen regionale geografie centraal stond. Het doel van regionale geografie, door middel van iets dat bekend staat als regionalisatie, was om de ruimte af te bakenen in regio's en vervolgens de unieke kenmerken van elke regio te begrijpen en te beschrijven door middel van zowel menselijke als fysieke aspecten. Met links naar het possibilisme en de culturele ecologie blijven sommige van dezelfde noties van oorzakelijk effect van het milieu op de samenleving en cultuur overeind met het milieudeterminisme.
Tegen de jaren 1960 leidde de kwantitatieve revolutie echter tot sterke kritiek op de regionale geografie. Vanwege een waargenomen gebrek aan wetenschappelijke nauwkeurigheid in een te beschrijvende aard van de discipline, en een voortdurende scheiding van de geografie van haar twee deelgebieden van de fysische en menselijke geografie en van de geologie, begonnen geografen in het midden van de 20e eeuw statistische en wiskundige modellen toe te passen om ruimtelijke problemen op te lossen. Veel van de ontwikkeling tijdens de kwantitatieve revolutie is nu zichtbaar in het gebruik van geografische informatiesystemen, het gebruik van statistiek, ruimtelijke modellering en positivistische benaderingen zijn nog steeds belangrijk voor veel takken van de menselijke geografie zoals bevolkingsgeografie. Bekende geografen uit deze periode zijn Fred K. Schaefer, William Bunge en Torsten Hägerstrand.
Vanaf de jaren 1970 ontstond er een aantal kritieken op het positivisme dat nu geassocieerd wordt met geografie. Deze kritieken, bekend onder de term 'kritische geografie', betekenden een nieuw keerpunt in de discipline. Gedragsgeografie kwam enige tijd naar voren als een manier om te begrijpen hoe mensen ruimtes en plaatsen waarnamen en locatiebeslissingen namen. De meer invloedrijke 'radicale geografie' ontstond in de jaren 1970 en 1980. Deze baseert zich sterk op marxistische theorie en technieken en wordt geassocieerd met geografen als David Harvey en Richard Peet. Radicale geografen proberen zinvolle dingen te zeggen over problemen die zijn herkend met kwantitatieve methoden, geven verklaringen in plaats van beschrijvingen, stellen alternatieven en oplossingen voor en zijn politiek betrokken, in plaats van de afstandelijkheid te gebruiken die wordt geassocieerd met positivisten. (De afstandelijkheid en objectiviteit van de kwantitatieve revolutie werd zelf bekritiseerd door radicale geografen als zijnde een instrument van het kapitaal). Radicale geografie en de banden met het marxisme en verwante theorieën blijven een belangrijk onderdeel van de hedendaagse menselijke geografie (Zie: Antipode). Kritische geografie zag ook de introductie van 'humanistische geografie', geassocieerd met het werk van Yi-fu Tuan, die een veel kwalitatievere benadering in methodologie voorstond.
De veranderingen onder kritische geografie hebben geleid tot hedendaagse benaderingen in de discipline, zoals feministische geografie, nieuwe culturele geografie, nederzettingsgeografie, "demonische" geografie en de betrokkenheid bij postmoderne en poststructurele theorieën en filosofieën.